# Polaron

Die benachbarten Elektronen werden wegen der Abstoßung gleichnamiger Ladungen etwas zurückgedrängt, die benachbarten positiven Atomrümpfe dagegen angezogen.

Die Polaronen bezeichnen spezielle Quasiteilchen, die sich aufgrund der lokalen Polarisation des Kristallgitters durch geladene Teilchen bilden. Das Polaron ist in allen Fällen ein fermionisches Quasiteilchen und sollte nicht mit dem Polariton (einem bosonischen Quasiteilchen) verwechselt werden.
Wenn sich Elektronen durch einen Kristall bewegen, erzeugen sie auf Grund ihrer elektrischen Ladung in ihrer Umgebung eine Polarisation (siehe Bild). Diese „Polarisationswolke“ bewegt sich zusammen mit dem Elektron und bewirkt eine Erhöhung der effektiven Masse, besonders in sog. polaren Kristallen (z. B. mit unterschiedlichen Ionenladungen). Den Deformationen, die auf diese Weise erzeugt werden, ordnet man in theoretischen Annahmen selbständige Quasiteilchen zu, die man Polaronen nennt.
Polaronen können nicht nur von Elektronen stammen, sondern auch von Protonen, Deuteronen oder Myonen. Ferner gibt es in magnetischen Kristallen sog. magnetische Polaronen, bei denen   eine Art Magnetisierungswolke mitgeschleppt wird.
Die Elektron-Phonon-Wechselwirkungen bei der Bildung von Cooper-Paaren in Supraleitern 1. Art  können als Polaron modelliert werden.
Die Wirkung der Polaronen auf die sie umgebenden Teilchen kann anziehend oder abstoßend sein (attraktive bzw. repulsive Polaronen). Es hat sich gezeigt, dass bosinische Polaronen immer attraktiv, fermionische dagegen repulsiv sind (im ultrakalten Quantengas aus Lithium- und Kaliumatomen).